# 호빗: 다섯 군대 전투
호빗: 다섯 군대 전투(The Hobbit: The Battle of the Five Armies)는 피터 잭슨이 감독을 맡고, 피터 잭슨과 프랜 월시, 필리파 보엔스, 기예르모 델 토로가 각본을 맡은 하이 판타지 모험 영화이다. J. R. R. 톨킨이 쓴 소설 《호빗》을 기반으로 한 《호빗: 뜻밖의 여정》, 《호빗: 스마우그의 폐허》에 이은 3부작 시리즈의 마지막 작품이다. 뉴 라인 시네마, 메트로 골드윈 메이어, 윙넛 필름스가 제작하고 워너 브라더스가 배급한다.

## 줄거리
빌보와 난쟁이들은 외로운 산에서 용 스마우그가 호수 마을을 불태우는 것을 지켜본다. 바르드는 감옥에서 탈출하여 검은 화살로 스마우그를 죽인다. 스마우그의 쓰러지는 몸은 마을의 금을 가지고 배로 도망치던 호수 마을의 촌장과 그의 부하들을 덮친다. 바르드는 호수 마을의 새로운 지도자가 되어 사람들을 데일의 폐허로 피난시킨다. 산속에 있는 막대한 보물을 손에 넣은 소린은 빌보가 이전에 발견했지만 숨겨두었던 아르켄스톤을 강박적으로 찾는다. 호수 마을 생존자들이 데일로 피난했다는 소식을 듣자, 그는 외로운 산의 입구를 봉쇄하라고 명령한다.
한편, 갈라드리엘, 엘론드, 사루만은 돌 굴두르에 도착하여 간달프를 풀어주고, 라다가스트와 함께 그를 안전하게 보낸다. 그들은 나즈굴과 싸워 물리치고, 형태 없는 사우론과 마주하여 갈라드리엘은 그를 동쪽으로 추방한다. 거대한 오크 군대를 이끌고 에레보르로 진격하던 아조그는 그의 아들 볼그를 군다바드 산으로 보내 두 번째 군대를 소환한다. 레골라스와 타우리엘은 오크 버서커와 거대 박쥐로 강화된 볼그 군대의 진격을 목격한다.
스란두일과 요정 군대는 난쟁이 왕 스로르가 소유했던 보물을 되찾기 위해 데일에 도착한다. 바르드는 소린에게 호수 마을에 이전에 약속했던 금을 나누어 달라고 요청하지만, 소린은 거절한다. 간달프는 바르드와 스란두일에게 아조그의 군대에 대해 경고하지만, 스란두일은 그를 무시한다. 빌보는 에레보르에서 아르켄스톤을 몰래 빼내 스란두일과 바르드에게 주어 보물과 교환하고 전쟁을 막으려 한다. 소린은 화를 내며 거절하고, 빌보는 그의 탐욕을 질책한다. 소린은 빌보를 거의 죽일 뻔하지만 간달프에 의해 저지된다. 소린의 사촌 다인이 그의 난쟁이 군대와 함께 도착하고, 아조그의 군대가 도착할 때까지 전투가 임박한다. 다인, 스란두일, 바르드, 간달프, 빌보는 오크에 맞서 단결하고, 바르드는 공격으로부터 데일을 방어하기 위해 병력을 후퇴시킨다.
에레보르 안에서 소린은 자신의 탐욕과 이기심을 깨닫고 정신을 되찾아 자신의 일행을 이끌고 전투에 합류한다. 그는 드왈린, 필리, 킬리와 함께 레이븐힐로 가서 아조그를 죽이러 간다. 한편, 타우리엘과 레골라스는 볼그의 도착을 난쟁이들에게 경고하기 위해 도착하고, 빌보는 자신의 마법 반지를 사용하여 전투 속을 보이지 않게 이동하며 소린에게 소식을 전하겠다고 자원한다. 빌보와 다른 난쟁이들이 지켜보는 가운데 아조그는 필리를 죽인다. 볼그는 타우리엘을 제압하고 그녀를 도우러 온 킬리를 죽인다. 레골라스는 볼그와 싸워 결국 그를 죽인다. 큰 독수리들이 라다가스트와 베오른과 함께 도착하고, 오크들은 마침내 패배한다. 절정에서 소린은 아조그와 결투를 벌여 그를 죽이지만, 치명적인 부상을 입는다. 빌보는 죽어가는 소린과 화해하고, 타우리엘은 킬리를 애도한다. 스란두일은 레골라스에게 스트라이더라는 이름으로 북쪽에 있는 레인저를 찾아가라고 조언한다.
다인이 새로운 왕이 되어 소린의 일행은 에레보르에 다시 정착한다. 빌보는 일행의 남은 구성원들에게 작별을 고하고 간달프와 함께 샤이어로 집으로 여행한다. 샤이어 외곽에서 두 사람이 헤어질 때, 간달프는 빌보의 마법 반지에 대해 알고 있음을 인정하고 그에게 경고하지만, 빌보는 반지를 잃어버렸다고 확신시킨다. 빌보는 백 엔드로 돌아와 자신이 죽은 것으로 추정되어 소지품이 경매되고 있음을 발견한다. 그는 판매를 중단시키고 집을 정리하며 여전히 반지를 소유하고 있음을 밝힌다. 60년 후, 빌보는 111번째 생일에 간달프의 방문을 행복하게 맞이한다.

## 출연
- 마틴 프리먼 - 빌보 배긴스
  - 이언 홈 - 늙은 빌보 베긴스
- 이언 매켈런 - 회색의 간달프
- 리처드 아미티지 - 참나무방패 소린[2]

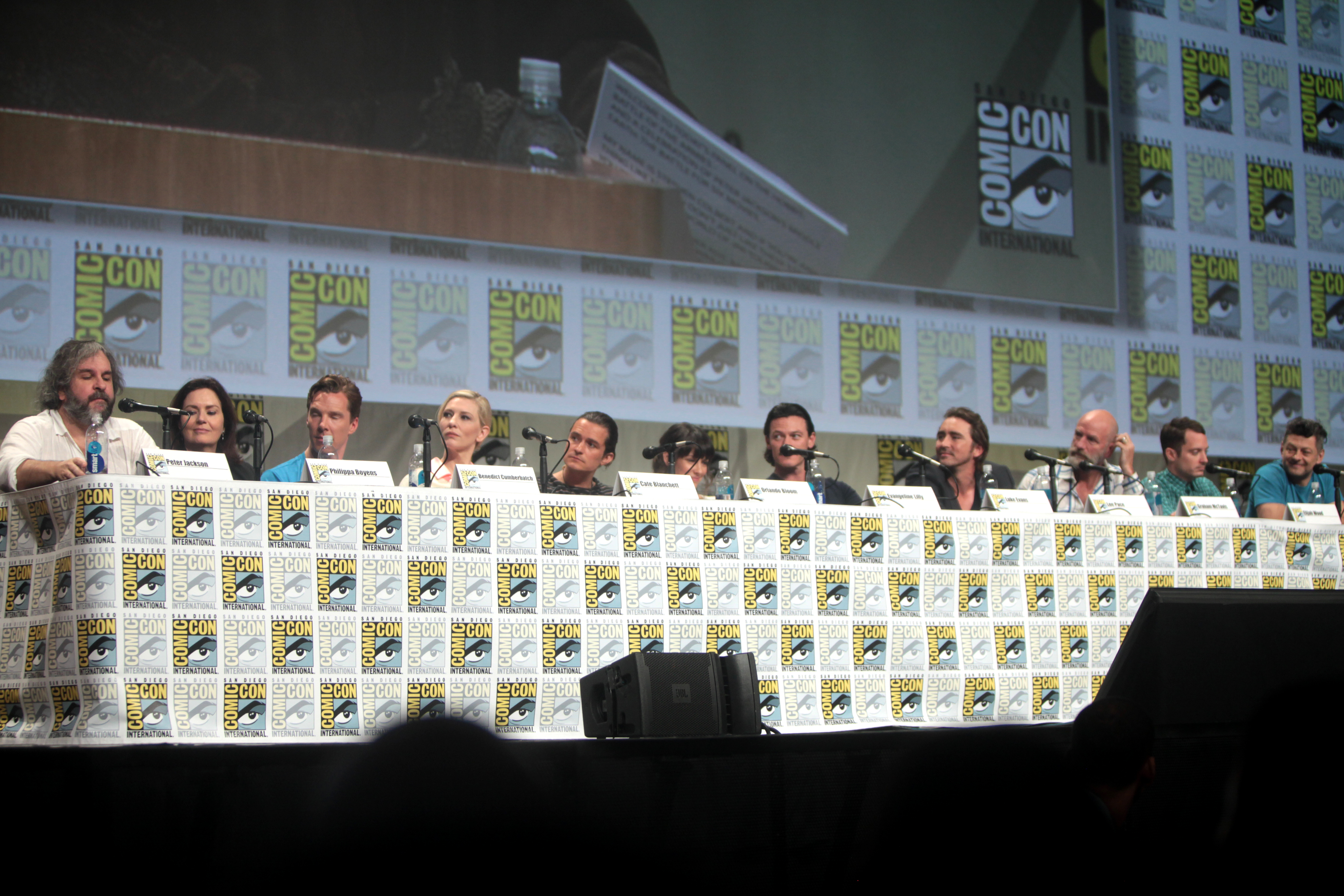
2014년 샌디에이고 코믹콘 인터내셔널에 나온 출연진들.

- 베네딕트 컴버배치 - 스마우그, 강령술사[2]
- 올랜도 블룸 - 레골라스
- 에반젤린 릴리 - 타우리엘
- 루크 에번스 - 궁수 바르드
- 리 페이스 - 스란두일[3]
- 그레이엄 맥타비시 - 드왈린
- 켄 스톳 - 발린
- 에이던 터너 - 킬리[3]
- 딘 오고먼 - 필리
- 마크 해들로 - 도리
- 제드 브로피 - 노리
- 애덤 브라운 - 오리
- 존 캘런 - 오인
- 피터 햄블턴 - 글로인
- 윌리엄 커셔 - 비푸르
- 제임스 네즈빗 - 보푸르[3]
- 스티븐 헌터 - 봄부르
- 케이트 블란쳇 - 갈라드리엘[2]
- 휴고 위빙 - 엘론드
- 크리스토퍼 리 - 백색의 사루만
- 실베스터 매코이 - 갈색의 라다가스트
- 마누 베넷 - 아조그
- 존 투위 - 볼그[4]
- 빌리 코널리 - 다인
- 미카엘 페르스브란트 - 베오른
- 크레이그 홀 - 갈리온
- 스티븐 프라이 - 호수 마을의 영주
- 라이언 게이지 - 알프리드
- 존 벨 - 바인
- 벤자민 미첼 - 나즈굴
- 로빈 커 - 엘로스
- 마크 밋친슨 - 브라가
- 사이먼 런던 - 페렌
- 안토니 쉐 - 스라인